# Jaak Järv
Jaak Järv (Kivilõppe, 1852. április 17. – a Gyoma folyón, 1920 tavasza) észt író.   

## Élete
Szegény családból származott, apja korán meghalt. Gyermekkorát Soe és Rõhu falvakban töltötte. Tanulmányait nagyrészt önállóan folytatta, tanári vizsgát tett, majd 1871-től 1875-ig egy Vastse-Nõo-i iskolában dolgozott. Tanítói pályája feladása után 1876-tól mint szabadúszó újságíró tevékenykedett Viljandiban és Tallinnban. 1878 és 1880 közt szorosan együttműködött Carl Robert Jakobsonnal és a radikális észtbarát Sakala című lappal. 
1881-ben megvásárolta a Tartu Eesti Seiteung című lapot, amelyet 1882 és 1888 között Virulane címen adott ki. Különösen Észak-Észtországban lett népszerű a lap, akkoriban az egyik legbefolyásosabb újságnak számított. Jaak Järv különösen elkötelezett volt az észt önbizalom erősítésében és az oroszosítás elleni harcban, fellépett az észt nyelv használatának előtérbe helyezéséért a hatóságokkal való kapcsolattartás során, valamint küzdött az észt kulturális nemzeti identitás kialakításáért is.  
1888-ban az orosz hatóságok betiltották az újságot. szocialista eszmék terjesztése miatt Järvot az 1888 és 1890 közötti időszakban kitiltották a balti államokból. Észtországba való visszatérte után 1905-ben ismét lapot alapított, amely azonban már nem érte el a Virulane gazdasági és politikai sikereit. 1912-ben szakmai okokból Moszkvába, 1919-ben Szamarába költözött. 1920 márciusában vagy áprilisában egy balesetben a Gyoma folyóba fulladt. 
A nemzeti érzelmű észt irodalom egyik megalapítója. Vallimäe neitsi (1885) című regénye a valaha volt első észt regény. Elsősorban olyan történelmi témákkal foglalkozott, amelyek az oroszosítás és az észt nemzeti ébredés időszakában nagy jelentőséggel bírtak az észtek számára. Élete második felében egyre inkább a miszticizmus és a spiritizmus felé fordult. Ekkor már inkább az újságírásnak és az egyházkritikának, valamint az észt nyelv terjesztésének szentelte magát, mint a szépirodalomnak.

## Válogatott munkái
- Lillekimbukene (1873)
- Itaalia tõetunnistaja Filoteo Giordano Bruno (1883)
- Vallimäe neitsi (1885)
- Mehised mehed (1889)
- Ristitütar (1891)
- Karolus (1892)

## Fordítás
- Ez a szócikk részben vagy egészben  a   Jaak Järv című német Wikipédia-szócikk ezen változatának fordításán alapul.  Az eredeti cikk szerkesztőit annak laptörténete sorolja fel. Ez a jelzés csupán a megfogalmazás eredetét és a szerzői jogokat jelzi, nem szolgál a cikkben szereplő információk forrásmegjelöléseként.